# التوت الأسود (مسلسل)
التوت الأسود (بالتركية: Karadut)‏ هو مسلسل درامي تركي عرض لأول مرة في 23 سبتمبر 2024. من إنتاج تيمز للإنتاج، وإخراج مراد ساراج أوغلو، وتأليف سيرما يانيك. بطولة إيرم حلواجي أوغلي وشكري أوزيلديز وإنجين شينكان.

## قصة مسلسل
زحل إردم هي امرأة ناجحة في مجال التنمية الشخصية، حيث تقدم استشارات متخصصة في الحب والعلاقات. رغم نجاحها المهني، تعيش حياة مختلفة تمامًا في منزلها مع عائلتها. بعد فقدان والدتها في سن مبكرة، كرست حياتها لرعاية والدها وأخواتها الثلاث.
تتغير حياتها عندما تلتقي بطيبون، بمساعدة إيلم، لكن تواجه تحديات كبيرة في هذه العلاقة. يعارض والدها جيتين هذه العلاقة، مما يضعها في مواجهة صراعات عاطفية وعائلية. تنطلق زحل في رحلة مليئة بالحب وخيبات الأمل، حيث تتعلم كيفية التوازن بين مسؤولياتها العائلية ورغباتها الشخصية، مما يجعلها تتساءل عن مفهوم الحب والسعادة الحقيقية.

## وصلات خارجية
- التوت الأسود على موقع IMDb (الإنجليزية)
- التوت الأسود على موقع قاعدة بيانات الفيلم (الإنجليزية)